# Волков, Николай Андреевич
Николай Андреевич Волков (4 марта 1905, Козлов, Тамбовская губерния — 21 августа 1961 года, Рязань) — советский военачальник, военный лётчик. Генерал-лейтенант авиации (1943), Генерал-майор авиации (1956).

## Начальная биография
Николай Андреевич Волков родился 4 марта 1905 года в Козлове (ныне — Мичуринск Тамбовской области).

## Военная служба

### Довоенное время
С января по март 1921 года в составе комсомольского отряда особого назначения принимал участие в ходе подавления восстания в Тамбовской губернии. В июне того же года был призван в ряды РККА, после чего был направлен на учёбу в дислоцированную в Воронеже 22-ю пехотную школу Московского военного округа, после окончания которой в феврале 1923 года был назначен на должность командира взвода 142-го стрелкового полка (2-й стрелковый корпус), дислоцированного в Твери.
В октябре 1924 года был направлен на учёбу в Московскую пехотную школу Московского военного округа, после окончания которой в августе 1925 года был назначен на должность командира взвода, а затем — командира роты в составе 52-го стрелкового полка, дислоцированного в Ярославле.
В октябре 1928 года Волков был направлен на учёбу в 3-ю военную школу лётчиков и лётчиков-наблюдателей, после окончания которой с декабря 1929 года служил в 53-й авиаэскадрильи (11-я тяжёлая бомбардировочная авиационная бригада), дислоцированной в Воронеже, на должностях младшего лётчика-наблюдателя, временно исполняющего должность помощника начальника штаба авиаэскадрильи и старшего летчика-наблюдателя.
В январе 1931 года был направлен на учёбу на аэронавигационное отделение Московской авиационной школы спецслужб ВВС, которое закончил в июне того же года и в январе 1932 года был назначен на должность начальника аэрослужбы управления 11-й тяжёлой бомбардировочной авиационной бригады, а в декабре того же года был направлен на учёбу во 2-ю военную школу лётчиков, дислоцированную в Борисоглебске, после окончания которой в декабре 1933 года был назначен на должность командира авиационного отряда 50-й тяжёлой бомбардировочной авиаэскадрильи.
В июне 1934 года Волков был назначен на должность командира авиаотряда 43-й тяжёлой бомбардировочной авиаэскадрильи (11-я авиационная бригада), в июне 1937 года — на должность командира этой эскадрильи, в марте 1938 года — на должность помощника командира, а в июле — на должность командира 8-го тяжёлого бомбардировочного авиационного полка (7-я тяжёлая авиационная бригада особого назначения), дислоцированного в Полтаве.

### Великая Отечественная война
С началом войны Волков продолжил командовать полком и участвовал в боевых действиях, в том числе совершая боевые вылеты, в одном из которых вступил в бой против группы истребителей противника. Во время боя самолёт под управлением Волкова был подбит, однако с ожогами лица и рук смог вывести на свою территорию, где и посадил самолёт. В общей сложности полк под командованием Волкова за первые два месяца налетал более 200 часов боевого налёта, из которых 100 самолёто-вылетов были совершены на подступах к Киеву, а 40 — на города Бухарест и Плоешти.
В сентябре 1941 года был назначен на должность заместителя командира 50-й авиационной дивизии дальнего действия (Южный фронт), в мае 1942 года — на должность командира 24-й авиационной дивизии дальнего действия, после чего принимал участие в ходе Сталинградской битвы.
30 апреля 1943 года был назначен на должность командира 3-го гвардейского авиационного корпуса дальнего действия (Сталинградского с 27.05.1944), 26 декабря 1944 года включённого в состав 18-й воздушной армии ВВС КА как 3-й гвардейский бомбардировочный Сталинградский авиационный корпус. Корпус принимал участие в ходе Белгородско-Харьковской, Орловской, Ленинградско-Новгородской, Крымской, Минской, Люблин-Брестской и Будапештской наступательных операций.
2 февраля 1945 года Николай Андреевич Волков был назначен на должность командира 19-го бомбардировочного авиационного корпуса в составе Приморской группы войск 9-й воздушной армии (Дальневосточный фронт), который в ходе советско-японской войны принимал участие в ходе Харбино-Гиринской наступательной операции.

### Послевоенная карьера
В сентябре 1945 года Волков был назначен на должность начальника 1-й Рязанской высшей офицерской авиашколы дальней авиации. В марте 1947 года был направлен на учёбу на высшие академические курсы при Высшей военной академии имени К. Е. Ворошилова, после окончания которых вернулся на должность начальника 1-й Рязанской высшей офицерской авиашколы дальней авиации, преобразованной вскоре в 30-ю военную авиационную офицерскую школу боевого применения дальней авиации.
В августе 1956 года за низкое состояние воинской дисциплины в школе генерал-лейтенант авиации Николай Андреевич Волков был отстранён от занимаемой должности, а также понижен в звании до генерал-майора авиации. В ноябре того же года вышел в отставку. 
Умер 21 августа 1961 года в Рязани. Похоронен в Москве на Новодевичьем кладбище.

## Награды
- Орден Ленина;
- Три ордена Красного Знамени;
- Орден Суворова 2 степени;
- Медали.